# Dora Mbanya
Dora Mbanya, née Dora Ngum Shu, née le 13 décembre 1956 est une femme Professeur d'hématologie, originaire du Nord - Ouest Cameroun. Elle est responsable de la branche camerounaise de l'Africa Society for Women and Aids in Africa[Quoi ?].

## Biographie
Née le 13 décembre 1956 dans la région du Nord. Dora Mbanya est un médécin camerounaise spécialisée en hématologie. Elle est professeur professeur d'hématologie à la Faculté de médecine et des sciences biomédicales (FMBS) de l'Université de Yaoundé I. Également directrice générale du service national de transfusion sanguine au Cameroun.

## Études
Dora Mbanya est titulaire de deux doctorats. Notamment un doctorat en en médecine générale au Cameroun et d'un doctorat en médecine/ hématologie en Angleterre. Elle est également diplômée en médecine transfusionnelle des Universités d'Abidjan et de Côte d'Ivoire.

## Domaine de recherche
Son domaine de recherche est la médecine transfusionnelle, l'utilisation clinique du sang et les infections transmissibles par transfusion (ITT) comme l'hépatite B, l'hépatite C, la syphilis et le VIH.

## Contributions scientifiques
Les contributions de Dora Mbanya est son équipe on permis la production de nombreux tests de diagnostic pour la détection de diverses souches de VIH dans des échantillons cliniques.
Ils ont également identifier un nouveau sous-génotype du virus de l'hépatite b (a3), des souches d'hépatite delta et c. Identifié la transmission horizontale du groupe n, du VIH-1 et d'une souche recombinante intergroupe du VIH-2. Ils ont prouvé l'existence d'une résistance primaire aux médicaments chez les personnes infectées par le VIH n'ayant jamais été traitées et ont largement illustré la diversité génétique du VIH-1 au Cameroun. 